# Metoponitys pennata
Metoponitys pennata är en insektsart som beskrevs av William Lucas Distant 1906. Metoponitys pennata ingår i släktet Metoponitys och familjen Eurybrachidae. Inga underarter finns listade i Catalogue of Life.